# ديسكفري! البحث عن البترول العربي
ديسكفري! البحث عن البترول العربي (بالإنجليزية: Discovery! The Search for Arabian Oil)‏ كتاب غير روائي كتبه الكاتب الأمريكي الحائز على جائزة بوليتزر والاس شتغنر.
كتبه شتغنر في أواخر الخمسينيات من القرن الماضي، تم تسلسل الكتاب في الأصل في أربعة عشر جزءًا من مجلة أرامكو السعودية العالمية في الفترة 1970-1971، ثم نُشر لاحقًا في بيروت عام 1971 في سلسلة صحفية محدودة. في عام 2005، طلبت سلوى برس من أرامكو الحصول على تصريح لترخيص هذا العمل وتقديمه كنسخة مصورة توضيحية بالكامل تم إصدارها في غلاف فني في سبتمبر 2007، وهي المرة الأولى التي يتم نشرها في الولايات المتحدة.
في أواخر عام 2007، تم استجواب حق سلوى في نشر الكتاب تحت اسم ستغنر من قبل الوكيل السابق للمؤلف، وكذلك ابن ستغنر وكاتب سيرة ذاتية.
يوضح الكتاب تاريخ أرامكو وقصة اكتشافات النفط الأولى في منطقة الخليج العربي والمملكة العربية السعودية. كتب ستغنر تاريخًا مفصلاً عن الاتصالات الأولى بين ممثلي شركة النفط الأمريكية كاسوك والملك عبد العزيز بن سعود من المملكة العربية السعودية وتنازلاته للشركة للبحث عن النفط في المملكة في الثلاثينيات.

## ملخص كتاب
يحدد الكتاب بدايات اكتشاف النفط في الخليج العربي خلال الثلاثينيات من قبل شركات النفط من جميع أنحاء العالم. تم التنقيب عن النفط خلال فترة الكساد في ثلاثينيات القرن الماضي، وكانت الشركات في الولايات المتحدة ودول أخرى مترددة في إنفاق الموارد للبحث عن النفط. خلال الثلاثينيات من القرن الماضي، كان الخليج العربي، إلى جانب المملكة العربية السعودية، تحت سيطرة الشركات العسكرية البريطانية والبريطانية العاملة في مجال المصلحة العامة.
كانت مملكة عبد العزيز بن سعود في الثلاثينيات من القرن الماضي بلدًا محافظًا يشك في الغرباء ووطن مواقع الحج الرئيسية للإسلام والمدن المقدسة في مكة والمدينة.
كان الملك مهتمًا أيضًا بالتنقيب عن النفط وقدم تنازلات للعديد من الشركات؛ مما سمح لهم بالتنقيب عن النفط في المملكة. اكتشاف! يحدد كيف وافق مسؤولو النفط الأمريكيون على تقاسم الأرباح مع الملك، وتدريب الموظفين، وبناء الطرق والبلدات، وتحويل أرامكو في النهاية إلى شركة سعودية مملوكة ومملوكة مقابل العائدات وحقوق النفط الحصرية.
في أعقاب عدة مفاوضات تم تحديدها في كتاب الاس شتغنر وخاصة بمساعدة ضابط مخابرات سابق باللغة الإنجليزية ومسلم اعتنق جون فيلبي وافقت الشركة الأمريكية والملك السعودي على الشراكة.
يعرض كتاب ستغنر تفاصيل حياة بعض العائلات الأمريكية التي كانت جزءًا من هذا التنقيب عن النفط والمجموعة الفريدة من الظروف التي واجهوها في المملكة العربية السعودية بالإضافة إلى تأثير هذه العائلات والموظفين على السكان الأصليين للمملكة العربية السعودية.
كما يوضح بدايات العلاقة بين الشركات الأمريكية والمملكة العربية السعودية منذ ثلاثينيات القرن الماضي وحتى نهاية الحرب العالمية الثانية.

## تاريخ الكتاب
أول مخطوطة كتبها ستيغنر في عام 1956 وتم تقديمها إلى أرامكو بعد ذلك بوقت قصير. وفقًا لمقدمة ديسكفري الجديدة، كان المسؤولون الجدد في الشركة مترددين في نشر المخطوطة بسبب الوضع السياسي في الشرق الأوسط مع تأميم قناة السويس وتعميق جمال عبد الناصر في مصر. ظلت المخطوطة غير منشورة حتى وجدها محرر الشركة في عام 1967.
تنازل ستيغنر وارامكو عن محتويات الكتاب وبدأ نشره في شكل متسلسل في مجلة ارامكو السعودية العالمية في عام 1970. تم تضمين ترددات ستيغنر في كتابة حملة علاقات عامة لشركة في الكتاب بالإضافة إلى بعض انتقاداته.
صدر الكتاب في جميع أنحاء العالم في سبتمبر 2007 مع شروح إضافية، ومراجع، ومقدمة للمؤلف والصحافي توماس ليبمان وصور فوتوغرافية غير منشورة.

## جدال
أثيرت أسئلة حول الحق القانوني لشركة سلوى برس في نشر الكتاب مع إرفاق اسم ستيغنر. يتركز الخلاف حول ما إذا كان عقد عام 1958 بين المؤلف وأرامكو يتطلب موافقة ستغنر قبل استخدام اسمه. قال الناشر تيم بارجر إن ستيغنر أعطى هذه الموافقة عندما تم تسلسل الكتاب في مجلة أرامكو في الستينيات. وافق المؤلف أيضًا على كتاب نشرته أرامكو في عام 1971. لكن الوكيل السابق للمؤلف، كارل براندت، الذي يمثل ملكية ستيغنر، وصف الكتاب بأنه «نسخة مدمجة لما كتبه والي»، وقال نجل ستيجنر إن هذه المادة تنتقد أرامكو أو اعتبرت مسيئة للشركاء السعوديين للشركة. قال كاتب السيرة ستيغنر فيليب فرادكين إن ستيغنر قد تم دفعه مقابل عمله وقد سمح بناءً على ذلك بإصدار نسخة منشورة من أرامكو ولكنه لا يريد نشر هذا الإصدار ككتاب تجاري.
مشروع ستيغنر الأصلي موجود الآن في جامعة يوتا. قال بارجر إن أرامكو لن توافق أبدًا على نشر مسودة ستيغنر الأصلية.

## وصلات خارجية
- AP story: "Dispute Over Long-Buried Stegner Book" Dec 2007
- "Discovery! The Story Of Aramco Then" Chapter 1: Contact Serialized in Saudi Aramco World magazine 1968 (Original edited version)
- Houston Chronicle review: "Rediscovering Discovery! After 50 years, Wallace Stegner's story of Saudi Arabian oil is out in book form for a U.S. audience"
- KPBS-FM article and radio interview of Publisher Tim Barger, September 2007
- Selwa Press